# Dołno Cziczewo
Dołno Cziczewo (mac. Долно Чичево) – wieś w centralnej Macedonii Północnej, terytorialnie i administracyjnie należąca do gminy Gradsko. Według stanu na 2002 rok jej liczebność wynosiła 72 mieszkańców.

położenie wsi na mapie gminy

Według danych ze spisu powszechnego przeprowadzonego w 2002 roku, wieś Dołno Cziczewo zamieszkiwało 72 osoby, wszyscy deklarujący narodowość macedońską.